# Angabe (Grammatik)
Als Angabe wird in der deutschen Tradition der Grammatikschreibung ein Satzglied bezeichnet, das immer weglassbar ist. Das Gegenteil ist die Ergänzung, die dementsprechend nicht grundsätzlich immer weglassbar ist (sondern obligatorisch oder in gewissen Fällen weglassbar sein kann). Der Begriff der Angabe kann, wie der der Ergänzung, auch weiter gefasst sein und neben Satzgliedern auf alle Arten von Zusätzen angewandt werden, so dass dann auch Attribute Angaben sein können.
Die Weglassbarkeit von Angaben wird mit weiteren grammatischen Eigenschaften und Bedeutungseigenschaften in Verbindung gebracht, nämlich dass Angaben nie vom Prädikat des Satzes (Kasus-)regiert werden und auch nicht zur Vervollständigung der Bedeutung gefordert werden. Hieraus ergeben sich Abgrenzungsfragen zu anderen, oft ähnlich beschriebenen Konzepten der Grammatik wie Modifikator, Adverbial, Adjunkt.

## Abgrenzung zum Begriff der Modifikation
Semantisch entspricht dem Begriff der Angabe meistens die Funktion der Modifikation, wogegen es sich bei Ergänzungen um Argumente handelt. Aus diesem Grund sind Angaben von weglassbaren Ergänzungen zu unterscheiden. 
- „Er kaute das Brot sorgfältig.“ (Angabe, Modifikation der Art und Weise)
- „Er kaute (das Brot) immer noch.“ (weglassbare Ergänzung)

Sonderfälle sind jedoch manche Objekte wie der freie Dativ, sowie auch die Agensangabe im Passiv: 
- „Kannst du mir den Müll runtertragen?“ (freier Dativ)
- „Der Müll wurde von der Putzfrau runtergetragen.“ (Agensangabe)

Da diese Typen von Satzteilen immer weglassbar sind, werden sie in der deutschen Grammatiktradition ebenfalls als Angaben eingestuft. Sie sind aber Argumenten zumindest ähnlich, da sie als „Aktanten“ („Mitspieler der Situation“, Träger einer semantischen Rolle) zählen. Hieran zeigt sich, dass für den Begriff der Angabe Weglassbarkeit die entscheidende Eigenschaft ist, nicht so sehr die Funktion einer „näheren Bestimmung“.

## Abgrenzung zum Begriff des Adverbials
Adverbiale werden ebenso wie Angaben als Satzteile beschrieben, die nie vom Prädikat regiert sind, denen also anders als bei Objekten kein Kasus vom Prädikat zugewiesen wird – selbst wenn sie aufgrund anderer Mechanismen Kasus tragen können (Adverbialkasus). 
Anders als der Begriff der Angabe bezieht sich der Begriff des Adverbials aber auf bestimmte Bedeutungsfunktionen bzw. eine bestimmte grammatische Funktion von Ausdrücken (Umstandsbestimmung der Art und Weise, des Ortes usw.; Kontrast zu den grammatischen Funktionen Objekt, Subjekt, Prädikativum). Die beiden Begriffe sind unabhängig voneinander: Adverbiale haben zwar häufig den Status von Angaben, jedoch gibt es auch obligatorische Adverbiale, die dann zu den Ergänzungen zählen (vgl. Adverbiale Bestimmung #Abgrenzungen; ebenso gibt es beim Prädikativum beide Möglichkeiten). Beispielsweise können  Lokaladverbiale (Ortsbestimmungen) Angaben oder Ergänzungen sein:
- „Er ist in Hildesheim zur Schule gegangen.“ (Angabe)
- „Er wohnt in Altötting.“ (Ergänzung)

Hieraus ergibt sich, dass Angaben zwar hinsichtlich der ausgedrückten Bedeutungstypen unterschieden werden können, aber nicht allein durch Bedeutungstypen definiert werden können (obwohl es bestimmte Bedeutungstypen geben könnte, die nur als Angaben vorkommen).

## Abgrenzung zum Begriff des Adjunkts
Der Begriff des Adjunktes wird häufig mit Angabe gleichgesetzt, die Definitionen unterscheiden sich aber. Während die Angabe über Weglassbarkeit definiert werden kann, bezieht sich der Begriff Adjunkt eher auf eine bestimmte Art von Hinzufügung – und im engeren Sinn auf eine Verknüpfungsregel (die Adjunktion), die in der Syntaxtheorie für Strukturbeschreibungen definiert wird (vgl. X-Bar-Theorie). Daher sind obligatorische Adjunkte ebenfalls denkbar, hingegen wäre eine „obligatorische Angabe“ begrifflich ausgeschlossen.